# Fürgefutoncformák

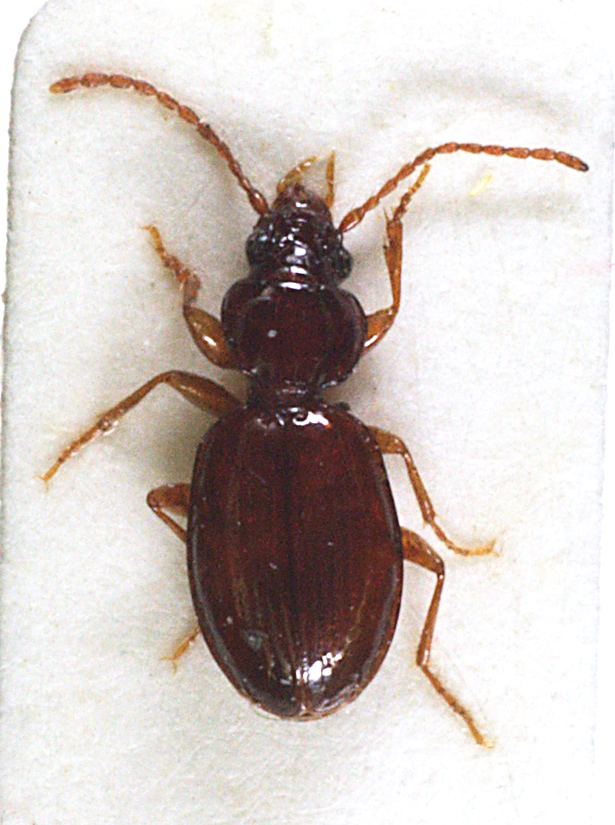
borostyánszínű fürgefutonc (Trechus secalis)

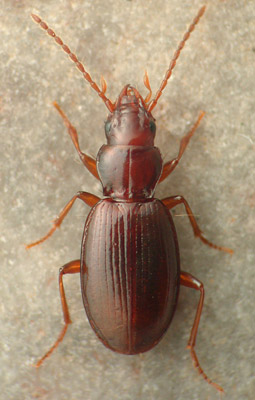
Amerizus wingatei

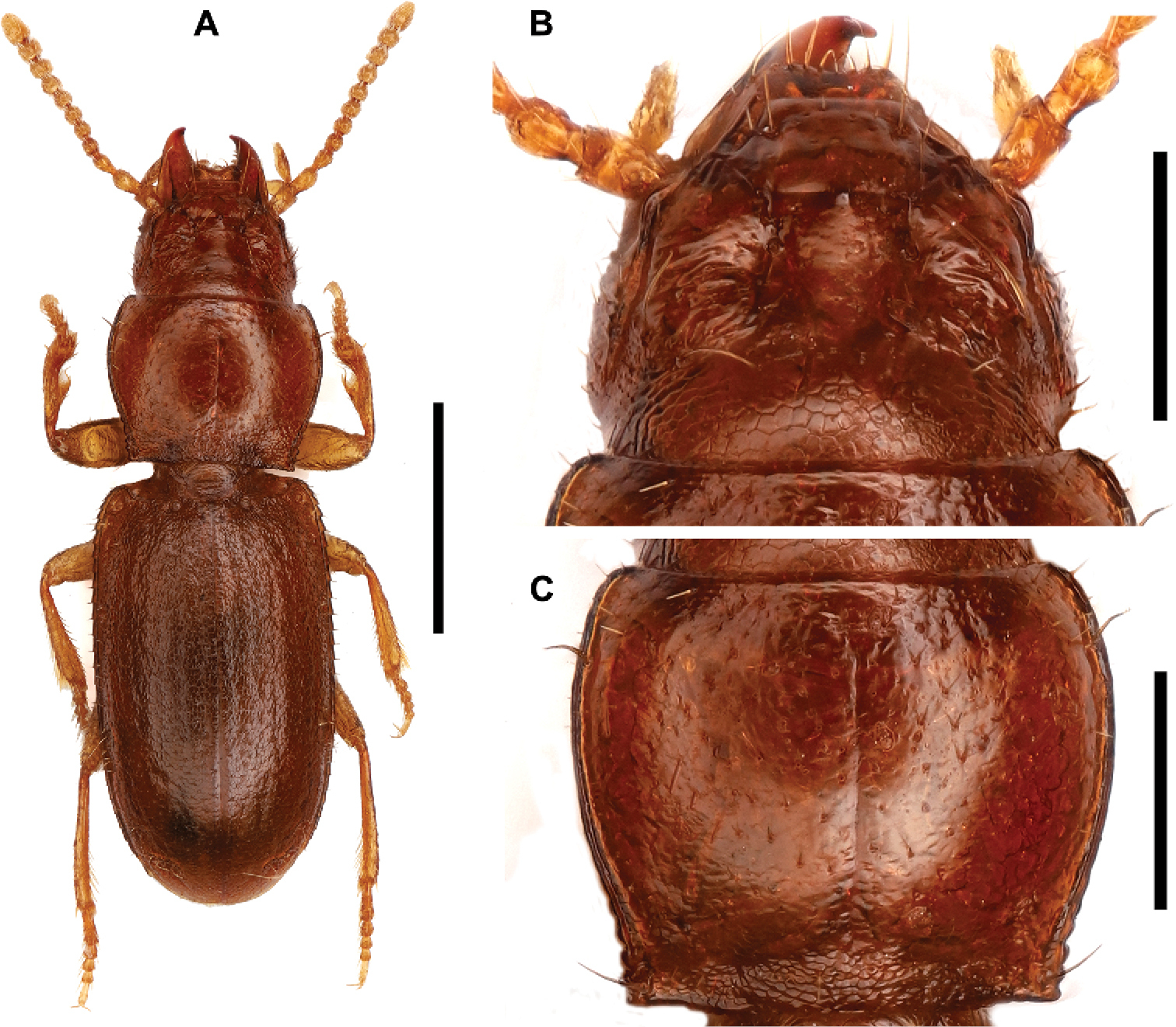
Anillinus albrittonorum

A fürgefutoncformák (Trechinae) a ragadozó bogarak (Adephaga) alrendjébe sorolt futóbogárfélék (Carabidae) családjának egyik alcsaládja egy nemzetségcsoport négy-öt nemzetségének több mint 340 nemével.

## Származásuk, elterjedésük
A nemzetségből Magyarországon 15 nem 93 faja, illetve alfaja honos:
1. sárfutó (Asaphidion) nem (Gozis, 1886; = Tachypus Dejean, 1821)
- nyugati sárfutó (Asaphidion austriacum) Schweiger, 1975
- nagy sárfutó (Asaphidion caraboides caraboides) Schrank, 1781
- közönséges sárfutó (Asaphidion flavipes) L., 1760
- sárgalábú sárfutó (Asaphidion pallipes) Duftschmid, 1812

2. gyorsfutó (Bembidion) nem
- ezüstjegyes gyorsfutó (Bembidion argenteolum) Ahrens, 1812
- öves gyorsfutó (Bembidion articulatum) Panzer, 1796
- kis gyorsfutó (Bembidion assimile) Gyllenhal, 1810
- déli gyorsfutó (Bembidion axillare occiduum) Marggi & Huber, 2001 (= B. rivulare Dejean, 1810)
- ékhomlokú gyorsfutó (Bembidion azurescens azurescens) Dalla Torre, 1877
- kétfoltos gyorsfutó (Bembidion biguttatum) Fabricius, 1779
- hegyi gyorsfutó (Bembidion bualei bualei) Jacquelin du Val, 1852 (= B. andreae (Fabricius, 1787); B. buale-iveselyi Fassati, 1958; B.cruciatum Schiødte)
- dalmát gyorsfutó (Bembidion dalmatinum dalmatinum) Dejean, 1831
- díszes gyorsfutó (Bembidion decorum decorum) Panzer, 1799
- kis gyorsfutó (Bembidion deletum deletum) Audinet-Serville, 1821 (= B. nitidulum Marsham, 1802)
- sárgaszalagos gyorsfutó (Bembidion dentellum) Thunberg, 1787
- mocsári gyorsfutó (Bembidion doris) Panzer, 1796
- széki gyorsfutó (Bembidion ephippium) Marsham, 1802
- szurkos gyorsfutó (Bembidion fasciolatum) Duftschmid, 1812
- fövenylakó gyorsfutó (Bembidion femoratum femoratum) Sturm, 1825
- folyami gyorsfutó (Bembidion fluviatile fluviatile) Dejean, 1831
- gödörkés gyorsfutó (Bembidion foraminosum) Sturm, 1825
- csíkos gyorsfutó (Bembidion fumigatum) Duftschmid, 1812
- sárgafoltos gyorsfutó (Bembidion genei illigeri) Netolitzky, 1914
- zöldes gyorsfutó (Bembidion geniculatum geniculatum) Heer, 1837 (= B. redtenbacheri K. Daniel, 1902)
- ligeti gyorsfutó (Bembidion gilvipes) Sturm, 1825
- foltosvégű gyorsfutó (Bembidion guttula) Fabricius, 1792
- kereknyakú gyorsfutó (Bembidion inoptatum) Schaum, 1857
- erdei gyorsfutó (Bembidion lampros) Herbst, 1784
- szélesnyakú gyorsfutó (Bembidion laticolle) Duftschmid, 1812
- fakóvállú gyorsfutó (Bembidion latiplaga latiplaga) Chaudoir, 1850
- parti gyorsfutó (Bembidion litorale) Olivier, 1790
- holdfoltos gyorsfutó (Bembidion lunatum) Duftschmid, 1812
- füstös gyorsfutó (Bembidion lunulatum) Geoffroy, 1785
- egyszínű gyorsfutó (Bembidion mannerheimii) C. R. Sahlberg, 1827 (= B. unicolor Chaudoir, 1850)
- fekete gyorsfutó (Bembidion minimum) Fabricius, 1792
- pirosöves gyorsfutó (Bembidion modestum) Fabricius, 1801
- kövi gyorsfutó (Bembidion monticola monticola) Sturm, 1825
- Neresheimer-gyorsfutó (Bembidion neresheimeri neresheimeri) J. Müller, 1929
- sötétszárnyú gyorsfutó (Bembidion obliquum) Sturm, 1825
- tompaszögletű gyorsfutó (Bembidion obtusum) Audinet-Serville, 1821
- nyolcfoltos gyorsfutó (Bembidion octomaculatum) Goeze, 1777
- sötét gyorsfutó (Bembidion prasinum) Duftschmid, 1812
- parlagi gyorsfutó  Bembidion properans) Stephens, 1828
- pontozott gyorsfutó (Bembidion punctulatum punctulatum) Drapiez, 1820
- bronzfényű gyorsfutó (Bembidion pygmaeum) Fabricius, 1792
- négyfoltos gyorsfutó (Bembidion quadrimaculatum quadrimaculatum) L., 1760
- négypettyes gyorsfutó (Bembidion quadripustulatum quadripustulatum) Audinet-Serville, 1821 (= B. antiquorum Crotch, 1871)
- zömök gyorsfutó (Bembidion schueppelii) Dejean, 1831
- címeres gyorsfutó (Bembidion semipunctatum) Donovan, 1806 (= B. adustum Schaum, 1860)
- rézfényű gyorsfutó (Bembidion splendidum splendidum) Sturm, 1825
- sötétszalagos gyorsfutó (Bembidion starkii) Schaum, 1860
- recés gyorsfutó (Bembidion stephensii stephensii) Crotch, 1866
- iszapjáró gyorsfutó (Bembidion striatum) Fabricius, 1792
- rövidszárnyú gyorsfutó (Bembidion subcostatum vau) Netolitzky, 1913 (= B. subcostaum javurkovae Fassati, 1944)
- gyöngyházfényű gyorsfutó (Bembidion tenellum tenellum) Erichson, 1837
- barnaszárnyú gyorsfutó (Bembidion testaceum testaceum) Duftschmid, 1812
- keresztfoltú gyorsfutó (Bembidion tetracolum tetracolum) Say, 1823 (= B. ustulatum L., 1758)
- patakparti gyorsfutó (Bembidion tibiale) Duftschmid, 1812
- rajzos gyorsfutó (Bembidion varium) Olivier, 1795
- homokparti gyorsfutó (Bembidion velox) L., 1760

3. gyorsfutó (Sinechostictus) nem Motschulsky, 1864
- hegyi gyorsfutó (Sinechostictus doderoi) Ganglbauer, 1891
- csermely-gyorsfutó (Sinechostictus decoratum) Duftschmid, 1812
- nyúlánk gyorsfutó (Sinechostictus elongatum) Dejean, 1831
- kékfényű gyorsfutó (Sinechostictus ruficornis) Sturm, 1825
- nyurga gyorsfutó (Sinechostictus stomoides stomoides) Dejean, 1831

4. fürgefutonc (Lymnastis) nem Motschulsky, 1864
- budai fürgefutonc (Lymnastis dieneri dieneri) Székessy, 1938
- déli fürgefutonc (Lymnastis galilaeus) Piochard de la Brûlerie, 1876

5. martfutó (Porotachys) nem Netolitzky, 1914 (= Tachys Dejean, 1821)
- zömök martfutó (Porotachys bisulcatus) Nicolai, 1822

6. martfutó (Tachys) nem (= Paratachys Casey, 1918)
- közönséges martfutó (Tachys bistriatus bistriatus) Duftschmid, 1812
- szalagos martfutó (Tachys fulvicollis) Dejean, 1821
- kis martfutó (Tachys micros) Fischer von Waldheim, 1828
- sziki martfutó (Tachys scutellaris) Stephens, 1828
- keleti martfutó (Tachys turkestanicus) Csiki, 1928

7. kéregfutó (Tachyta) nem Kirby, 1837
- nyárfa-kéregfutó (Tachyta nana nana) Gyllenhal, 1810

8. martfutó (Tachyura) nem Motschulsky, 1862 (Elaphropus Motschulsky, 1839; Tachys Dejean, 1821)
- hatsávos martfutó (Tachyura diabrachys) Kolenati, 1845 (= T. bisbimaculata (Chevrolat, 1860); T. inaequalis Kolenati, 1845)
- vörösvégű martfutó (Tachyura haemorrhoidalis) Ponza, 1805
- apró martfutó (Tachyura parvula) Dejean, 1831
- nyolcsávos martfutó (Tachyura quadrisignata quadrisignata) Duftschmid, 1812
- barna martfutó (Tachyura thoracicus) Kolenati, 1845

9. székifutonc (Pogonus) nem Dejean, 1821
- pompás székifutonc (Pogonus luridipennis) Germar, 1822
- karcsú székifutonc (Pogonus peisonis) Ganglbauer, 1891 (= P. transfuga Chaudoir, 1871; P. persicus Apfelbeck, 1904)

10. fövenyfutonc (Perileptus) nem Schaum, 1860
- apró fövenyfutonc (Perileptus areolatus areolatus) Creutzer, 1799

11. fürgefutonc (Blemus) nem Dejean, 1821 (= Lasiotrechus Ganglbauer, 1891)
- szalagos fürgefutonc (Blemus discus discus) Fabricius, 1792

12. vakfutó (Duvalius) nem Delarouzée, 1859 (=vakfutrinka)
- Gebhardt-vakfutó (Duvalius gebhardti) Bokor, 1926 (= Gebhardt-vakfutrinka)
- magyar vakfutó (Duvalius hungaricus) Csiki, 1903 (= magyar vakfutrinka)

13. fürgefutonc (Trechoblemus)  nem Ganglbauer, 1891
- szőrös fürgefutonc (Trechoblemus micros) Herbst, 1784

14. fürgefutonc (Thalassophilus)  nem Wollaston, 1854
- hosszúcsápú fürgefutonc (Thalassophilus longicornis) Sturm, 1825

15. fürgefutonc (Trechus)  nem Clairville, 1806 (= Epaphius Leach, 1819)
- osztrák fürgefutonc (Trechus austriacus) Dejean, 1831
- zömök fürgefutonc (Trechus obtusus obtusus) Erichson, 1837
- pilisi fürgefutonc (Trechus pilisensis pilisensis) Csiki, 1918 (= T. cardioderus Putzeys, 1870)
- közönséges fürgefutonc (Trechus quadristriatus) Schrank, 1781
- borostyánszínű fürgefutonc (Trechus secalis secalis) Paykull, 1790

## Rendszertani felosztásuk
Egyetlen nemzetségcsoportjukat az egyes szerzők, illetve szervezetek változatos módokon tagolják alnemzetségcsoportokra. Az itt megadott tagolásnak számos alternatívája van.
Trechitae nemzetségcsoport öt nemzetséggel:
- gyorsfutó-rokonúak (Bembidiini) nemzetség 6 alnemzetséggel:
  - Anillina
  - Bembidiina
  - Horologionina
  - Lovriciina
  - Tachyina
  - Xystosomina
- Plocamotrechini nemzetség öt nemmel
- székifutonc-rokonúak (Pogonini) nemzetség tizenkét nemmel
- fürgefutonc-rokonúak (Trechini) nemzetség 4 alnemzetséggel:
  - Aepina
  - Perileptina
  - Trechina
  - Trechodina
- Zolini nemzetség 3 alnemzetséggel:
  - Chalteniina
  - Sinozolina
  - Zolina